# Lionel Jospin

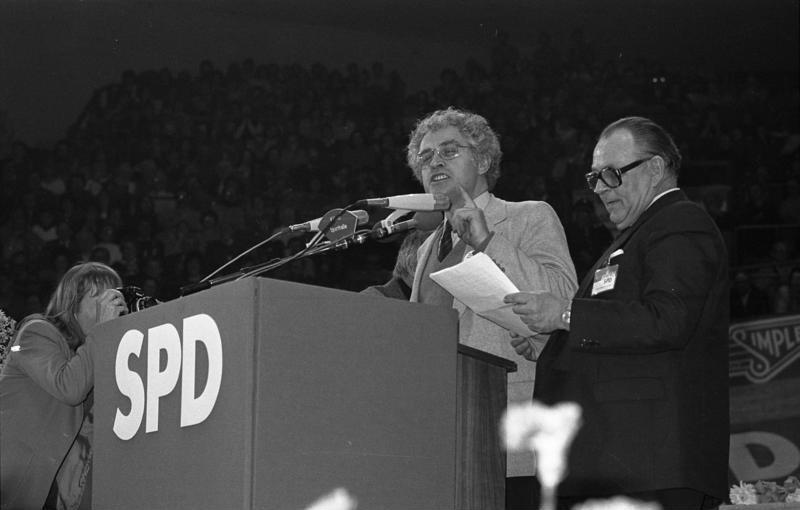
Lionel Jospin och Hans-Jochen Vogel, 1983.

Lionel Jospin, född 12 juli 1937 i Meudon nära Paris, är en fransk politiker (Socialistiska partiet). Han var Frankrikes premiärminister 1997–2002.
Jospin var i sin funktion av förstesekreterare för socialistpartiet en av president Mitterrands närmaste män under hela åttiotalet. Under denna period var rivaliteten mellan Jospin och en annan av Mitterrands anhängare, premiärministern Laurent Fabius tydlig. 
1988 blev Jospin sport- och utbildningsminister. Efter fyra år som utbildningsminister Michel Rocards och Édith Cressons ministärer tillhörde Jospin de som gavs skulden för socialistpartiets stora misslyckande i lokalvalen 1992. När regeringen ombildades under den nya premiärministern Pierre Bérégovoy blev Jospin därför petad. När Jospin i valet året därpå dessutom förlorade sin plats i nationalförsamlingen tillkännagav han att han skulle dra sig tillbaks från politiken. 
Två år senare, 1995, kandiderade Lionel Jospin för att bli socialistpartiets kandidat i presidentvalet. Nära förknippad med de tidigare årens misslyckanden och därtill kandiderande mot socialistpartiets dåvarande ledare Henri Emmanuelli var Jospin uträknad och överraskade stort när han först lyckades med att bli socialistpartiets ledare och därpå förlora väldigt knappt i presidentvalet mot Jacques Chirac. Efter framgången återkom han som förstesekreterare för socialistpartiet. Inför parlamentsvalet 1997 byggde han en bred koalition under ledning av socialistpartiet med bland annat det franska kommunistpartiet, radikala partiet och de Gröna. Efter stora framgångar i parlamentsvalet utsågs Lionel Jospin till Frankrikes premiärminister. 
Till de större reformen hans regering genomförde hör en sänkning av den generella arbetstiden till 35 timmar i veckan. 
Som sittande premiärminister kandiderade Jospin som socialistpartiets kandidat till presidentposten 2002. Jospin fick endast 16,1% av rösterna i första valomgången och lyckades inte ens ta sig till den andra omgången. Till och med Front Nationals Jean-Marie Le Pen fick fler röster än Jospin. Omedelbart efter valnederlaget deklarerade Jospin sin avgång som premiärminister och att han skulle dra sig tillbaks från politiken helt. 
Hösten 2006 meddelade Jospin att han stod till sitt partis förfogande inför presidentvalet 2007. När det uppenbarades att Ségolène Royal var betydligt populärare meddelade Jospin att han inte tänkte kandidera mot henne, för att inte riskera att splittra partiet.

## Politisk karriär
- 1981-1988 Förstesekreterare för Socialistpartiet
- 1988-1992 Utbildningsminister
- 1995 Socialistpartiets presidentkandidat, åkte ut i andra omgången
- 1995-1997 Förstesekreterare för Socialistpartiet för andra gången
- 1997-2002 Frankrikes premiärminister
- 2002 Socialistpartiets presidentkandidat, åkte ut redan i första omgången